# Phrygionis cerussaria
Phrygionis cerussaria är en fjärilsart som beskrevs av Augustus Radcliffe Grote 1882. Phrygionis cerussaria ingår i släktet Phrygionis och familjen mätare. Inga underarter finns listade i Catalogue of Life.